# 爱国卫队

爱国卫队旗帜（1977年—1989年）

爱国卫队（羅馬尼亞語：Gărzile Patriotice）是1968年—1989年罗马尼亚社会主义共和国的准军事组织。
1968年，尼古拉·齐奥塞斯库创建该组织，作为直接受罗马尼亚共产党控制的武装力量，用于在罗马尼亚遭遇入侵时提供额外防卫和支援。该组织的成员包括成年男女以及中学生等青少年。1989年，该组织约有70万名成员。1989年底，罗马尼亚共产党垮台，该组织随之瓦解。